# Rotelmolen

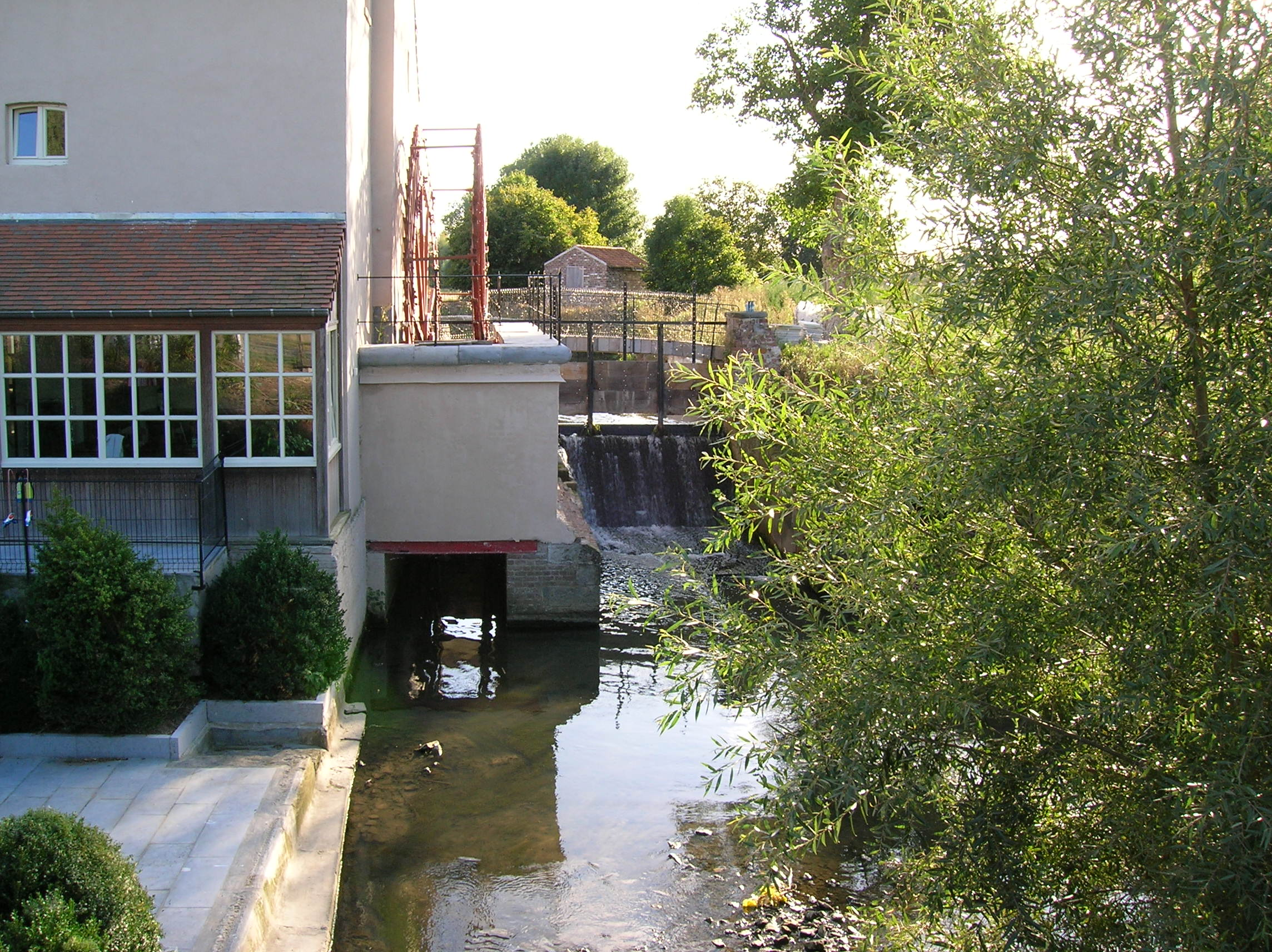
Rotelmolen

De Rotelmolen of Molen van Pamelen is een watermolen in de tot de Vlaams-Brabantse gemeente Glabbeek behorende plaats Bunsbeek, gelegen aan de Walmersumstraat 69.
Deze middenslagmolen op de Velp fungeerde als korenmolen.

## Geschiedenis
Al in 1300 stond hier een watermolen die eigendom was van de Abdij van Heylissem. Later kwam hij in bezit van het Klooster van Cabbeek te Tienen. In de 17e eeuw werd de molen herbouwd. Vermoedelijk was er ook in 1752 een bouwcampagne. Tijdens de Franse Revolutie werd de molen openbaar verkocht en had sindsdien particuliere eigenaars.
Eind 19e eeuw maalde men ook op stoomkracht waarbij de stoom door een houtvuur werd opgewekt. In 1905 kwam er een petroleummotor en later ging men over op een dieselmotor, een gasmotor en ten slotte op elektriciteit. Tot 1967 werd er ook nog op waterkracht gemalen al werd uiteindelijk slechts met hamermolens gewerkt om veevoer te produceren.
Het waterrad bleef aanwezig, maar de molen stond lange tijd stil. In 2006 werd de molen echter gerestaureerd. Het zeldzame metalen Sagebien-waterrad met houten schoepen werd weer zichtbaar gemaakt en het wekt sindsdien elektriciteit op.
In 2010 werd ook een vispassage aangelegd.